# ミルシネ・アフリカナ
ミルシネ・アフリカナあるいはミルシネ・アフリカーナ（Myrsine africana L.）は、サクラソウ科（クロンキスト体系ではヤブコウジ科）ツルマンリョウ属の常緑小低木の一種である。アフリカ南東部をはじめとしてヨーロッパやアジアといった広域にわたって分布し（参照: #分布）、複数の地域において駆虫薬など薬用目的での使用例が知られている（参照: #利用）。
リンネにより『植物の種』（1753年）に記載された種の一つでもある。

## シノニム
The Plant List (2013) と Hassler (2018) で共通して本種のシノニムとされているものは以下の通りである。
- Myrsine africana var. acuminata C.Y. Wu & C. Chen
- Myrsine africana var. bifaria (Wall.) Franch.
- Myrsine africana var. glandulosa J.M. Zhang
- Myrsine africana var. retusa A. DC.
- Myrsine bifaria Wall.
- Myrsine microphylla Hayata
- Myrsine potama D. Don
- Myrsine vaccinifolia Hayata
- Rhamnus myrtillus H. Lév.[注 1]
- Samara potama Buch.-Ham. ex D.Don[注 2]

## 分布
17世紀に南アフリカからアゾレス諸島を経由してヨーロッパに移入された。左記の地域のほか、アフリカ東部やヒマラヤ、中国（西南部、陝西省、甘粛省、湖北省、湖南省、広東省、台湾など）でも見られる。
ケニアでは標高1,500-3,000メートルの、特に高地の乾燥林や岩の多い丘の中腹、開けた森林地帯や乾燥林の辺縁において見られる。
石灰質には耐えるが、浅く乾燥する石灰質土壌では繁茂しない。

## 特徴
高さ1-5メートルの多年生の常緑小低木あるいは小高木であり、枝は灰茶色から紫色、筋があり、新芽には毛が密に生える。以下は部位ごとの解説である。
樹皮は赤茶色で粗い。
葉はほぼ無柄で密生しており、堅く無毛、形状は非常に変化に富むが通常は楕円形から倒卵形であり、基部は楔形で先端は円形から鋭先形、0.5-2×0.3-1.2センチメートルで、葉縁は上半分に小刺毛が生えることが多い。芳香と光沢があり、色は暗緑色である。
花は3ミリメートルで緑白色からピンク色、小さく3-6輪つき、雄花に深紅色の葯が見られる。
果実は丸い液果であり直径5ミリメートル以上、熟すと桃紫色となり無毛、種子は1個である。雌雄異株であるため、最低でも2つの個体が揃っていないと結実しない。

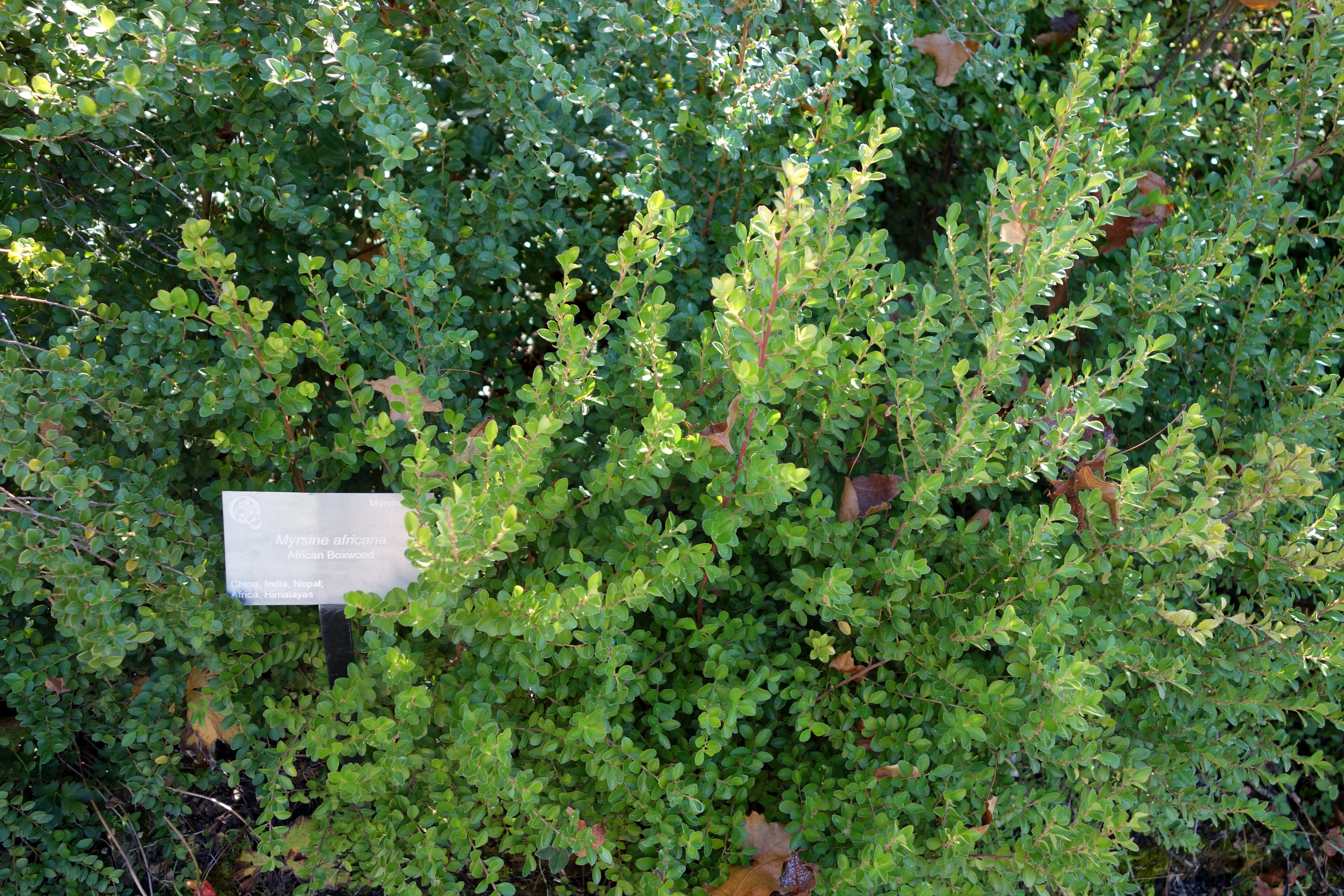
全体。
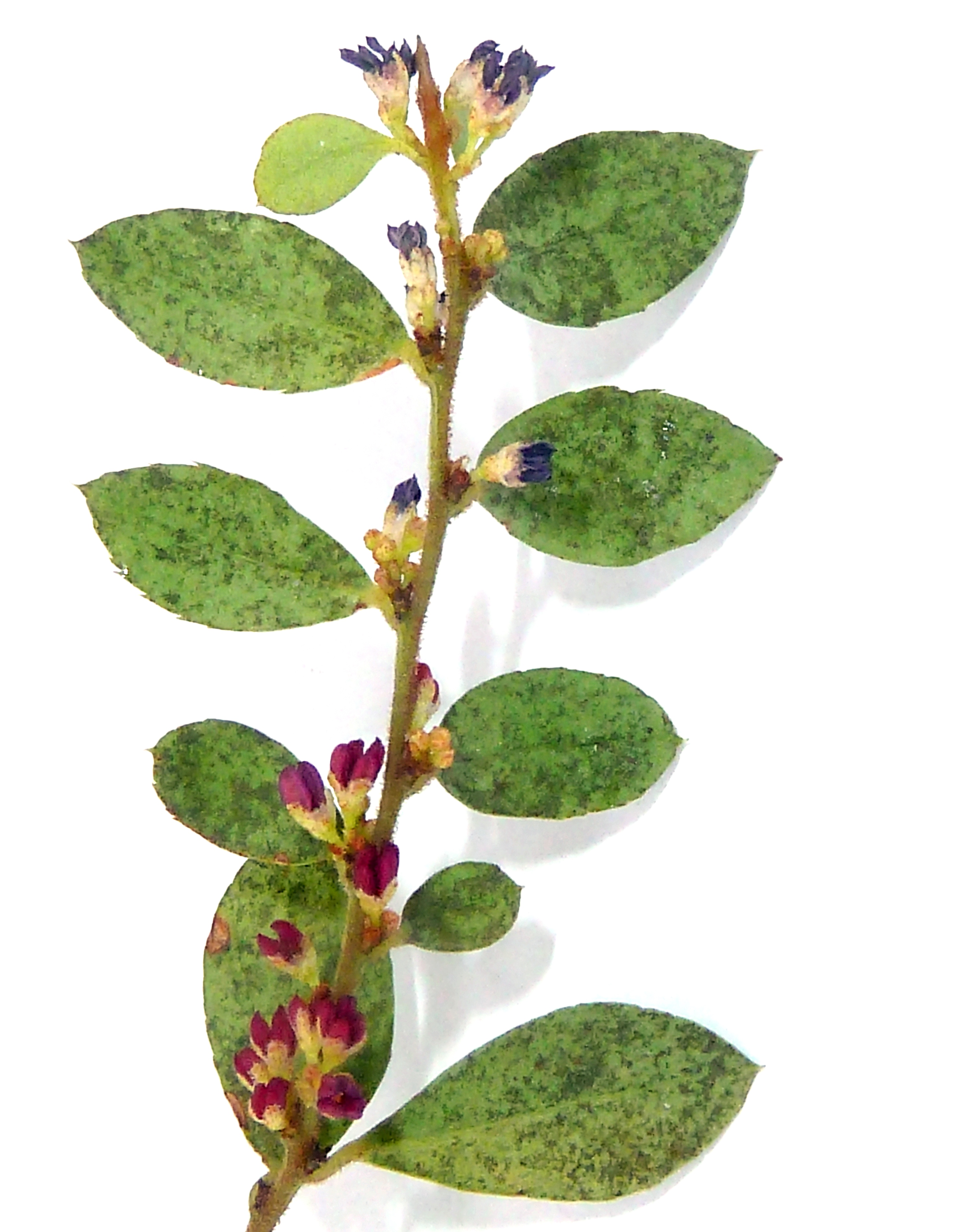
葉と花。
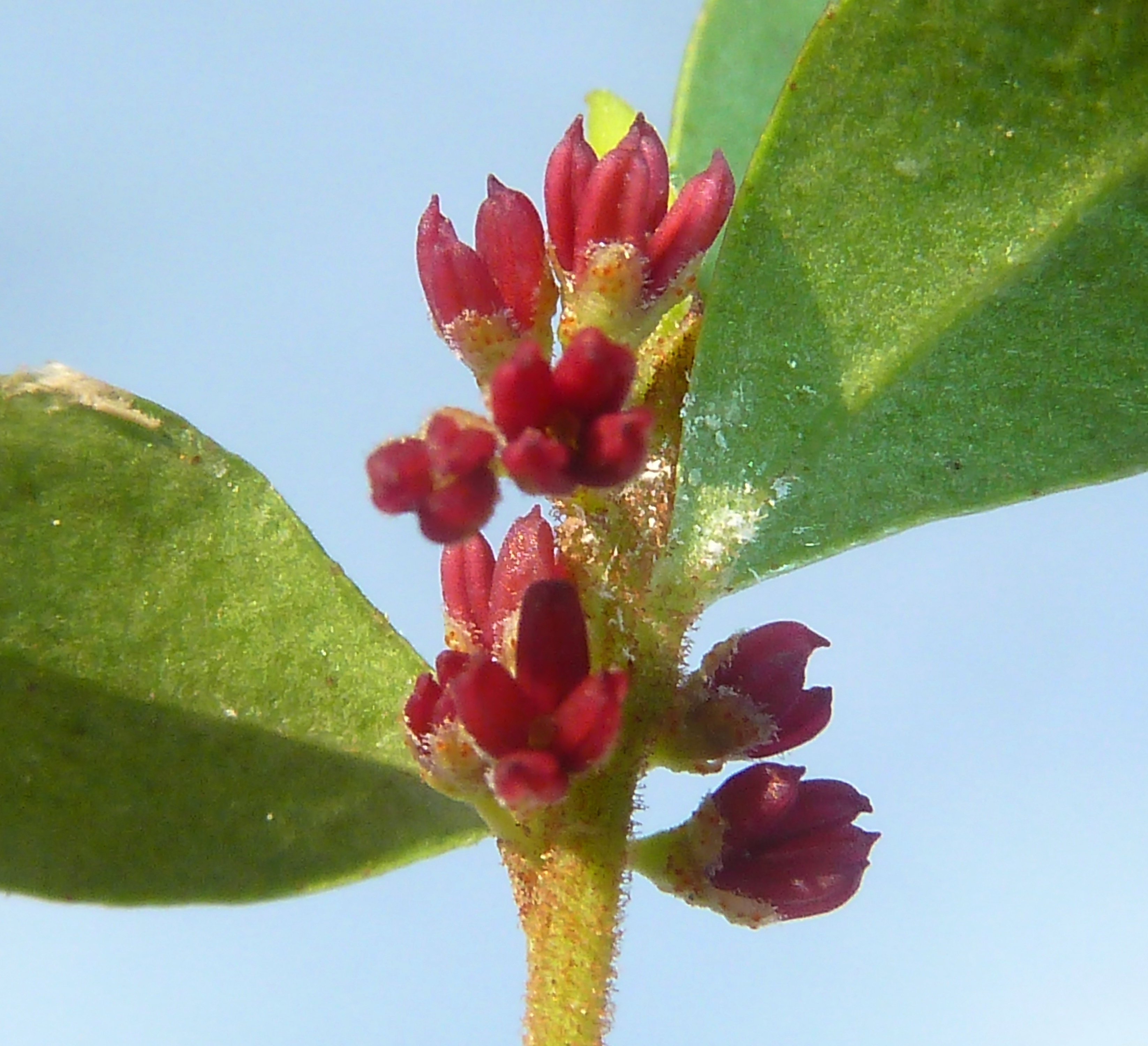
花。海老茶色の部分は葯である。
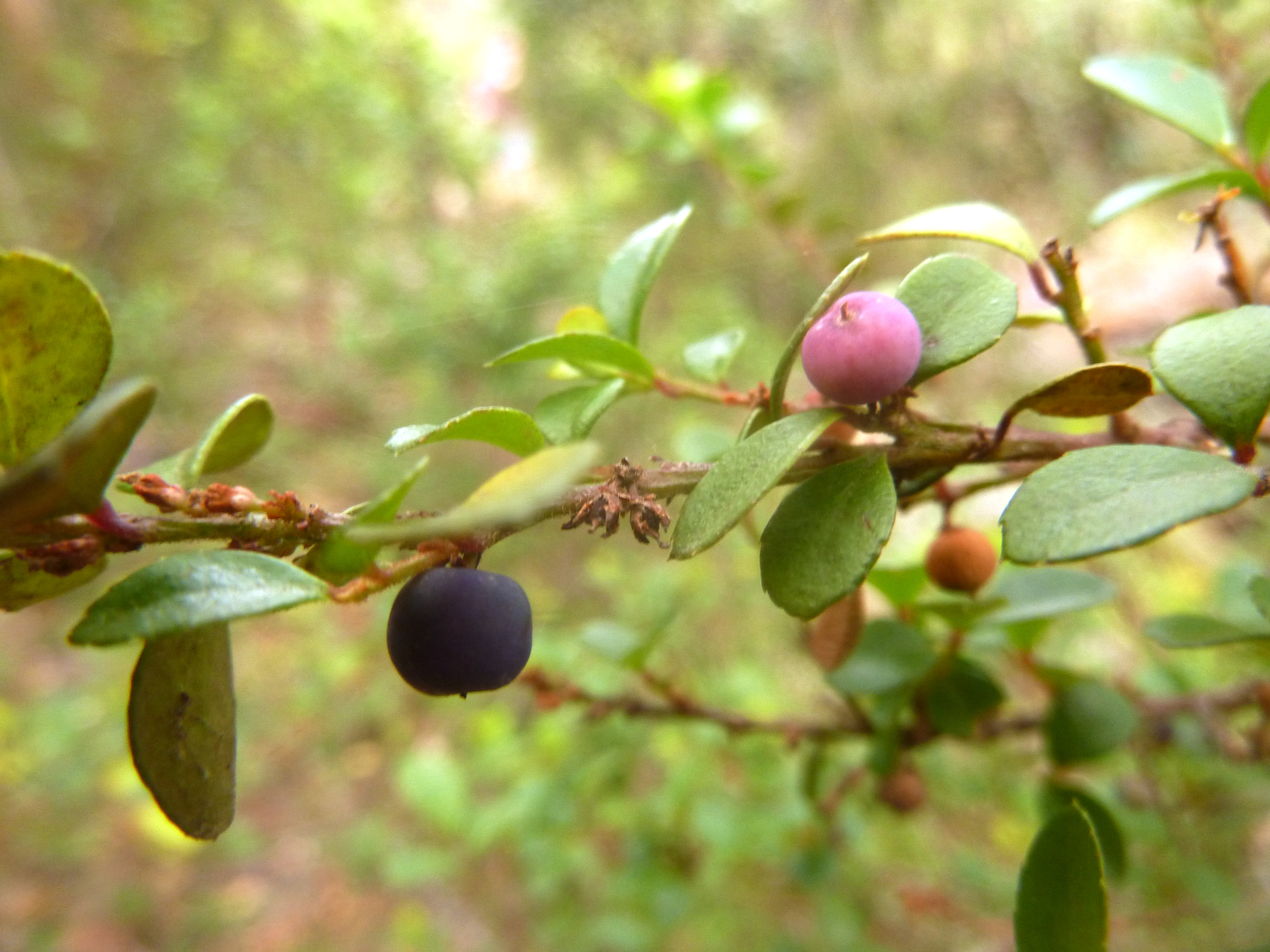
果実。

## 利用
ミルシネ・アフリカナは複数の地域で薬として利用されてきた。中国では鉄仔（繁体字: 鐵仔/簡体字: 铁仔）などの名で呼ばれ、エンベリン（embelin）などの成分を含む果実はサナダムシに対しての駆虫作用があることが知られており、また下痢、リウマチ、歯痛、肺結核、出血の軽減にも用いられる（Kang, Zhou & Shen (2007)）。ケニアのキクユ人の間でも後述するように駆虫薬として知られており（参照: #民俗）、近年のニェリ県の報告によれば、果実のほかに樹皮も煎じ薬にされる。Watt & Breyer-Brandwijk (1962) によると、南アフリカの南ソト人は雄羊に食べさせることで雄羊が適切な時期より前に雌羊と交尾してしまうことを防ぎ、ツワナ人とその1部族であるクウェナ（Kwena）は葉を煎じて「血液を浄化させるもの」として用いていた。
ヨーロッパでは観賞用の植え込みとするために種子の状態から育てられる。

## 民俗
ケニアのキクユ人のことばではミルシネ・アフリカナや同じサクラソウ科の Rapanea rhododendroides (Gilg) Mez は mũgaita（モガイタ）、またそれらの実は ngaita（ガイタ）と呼ばれ、伝統的に虫下しの薬とされてきたが、以下に挙げるような苦い薬としての特性にちなんだことわざや慣用句が数種類存在する。
- Mũkarĩ nĩ mũrĩa ngaita.「けちんぼとはガイタを食べる者のことである。」[11]
- Ngaita itirĩagĩrwo kwenda.「ガイタは好き好んで食べられる訳ではない。」[12]、あるいは Ngaita itirĩagĩrũo cama.「ガイタは美味だから食べられるという訳ではない」[13]
- kũrũra ta ngaita「ガイタのように苦い」[14]